# Immensa pastorum
Immensa pastorum (in italiano: Con immensa [carità del principe] dei pastori), è un'enciclica del papa Benedetto XIV con cui condannò la pratica dello schiavismo dei Nativi Americani, denunciando anche la crudeltà della tratta, mediante un breve del 20 dicembre di 1741.

## Carattere del documento
Immensa pastorum è spesso citata come enciclica, così come è citata da papa Pio X nella propria enciclica, Lacremabili statu Indorum, nel riferirsi al testo di Benedetto XIV come precedente, da cui riproduce alcune parti. Ciò nonostante, nel Bullarium non viene specificata la qualifica formale di questo documento.
Nonostante ciò, la formula di conclusione del testo è quella tipica utilizzata nei brevi pontifici:
(Benedicto XIV, Immensa pastorum)
L'espressione "sotto l'Anello del Pescatore'' allude al sigillo che distingue i brevi e le bolle, le quali sono chiamate così perché venivano chiuse da un sigillo circolare metallico, solitamente di piombo.

## Contesto storico
Fin dall'inizio del proprio pontificato, Benedetto XIV aveva prestato una speciale attenzione alle missioni, specialmente in Brasile dove i proprietari degli appezzamenti erano convinti che senza il lavoro dei schiavi non avrebbero potuto continuare la coltivazione delle terre. Nella pubblicazione di questo documento vi fu certamente l'influenza dei gesuiti, i quali esercitavano la loro opera missionaria in quelle terre e che hanno operato nella difesa della libertà degli indigeni tramite le riduzioni guaraníes. Queste furono note anche come "riduzioni del Paraguay", nonostante si estendessero su un'area che includeva i territori degli odierni Paraguay, Argentina, Uruguay e parti di Bolivia, Brasile e Cile.

## Contenuto dell'enciclica
Il testo dell'enciclica enuncia il desiderio del papa di estendere la propria cura pastorale a tutte le regioni della terra, facendo arrivare ovunque la carità di Cristo, non solo ai cristiani bensì a tutti gli uomini. Con questa motivazione invitò dunque i vescovi del Nuovo Mondo e del Brasile in particolare ad accogliere la sua richiesta papale di sorveglianza. Per questo volle manifestargli il dolore con quello che comprova che, nonostante il desiderio e i mezzi con quelli che la Santa Sede, con la collaborazione dei principi cattolici, ha portato la luce della fede a quelle terre: 
(Benedicto XIV, Immensa pastorum)
tuttavia, e soprattutto in quelle regioni del Brasile, ci sono fedeli cattolici che dimenticando la virtù della carità, disdegnando le raccomandazioni papali, e trattano con crudeltà e schiavizzano gli indigeni, tanto quelli cristiani così come i non fedeli.
Per essere all'altezza di questa situazione il papa rende noto di essere accorso presso "Juan di Portogallo e illustre re degli Algarve" (Ioannis Portugalliae et Algarbiorum regis illustris) e di avere promesso di dare immediatamente ordini agli ufficiali presso i propri dominii affinché puniscano quelli che non si comportano con gli indigeni nel modo che la carità cristiana esige. Di conseguenza, chiede ai vescovi che estendano la propria vigilanza anche in questo ambito, che uniscano il proprio zelo a quello degli ufficiali del re e che spingano i sacerdoti ad impegnarsi nell'insegnamento agli indigeni per portarli infine verso la fede cattolica.
Il papa poi continua, confermando il contenuto dei documenti promulgati dai suoi predecessori alle autorità ecclesiastiche e civili sulla correzione dei comportamenti impropri rispetto alla carità cristiana: confermando quegli stessi criteri, il papa raccomanda e comanda ad ognuno dei vescovi e ai suoi successori affinché
(Benedicto XIV, Immensa pastorum)
Stabiliscono, inoltre, questa stessa pena canonica per coloro i quali che collaborano con quelli che realizzino questi atti, o anche che ne propugnino la legittimità. Il papa richiede che per risolvere questa situazione si utilizzino i rimedi di diritto o di fatto che siano necessari allo scopo, inclusa l'invocazione, se è necessario, dell'aiuto del braccio secolare.
Negli ultimi paragrafi del documento viene dichiara derogata qualsiasi disposizione che possa considerarsi contraria a quella che adesso è stata enunciata, tanto si tratti di disposizioni ecclesiastiche quanto di civili. Oltretutto, utilizzando una formula abituale dei brevi apostolici, lo scritto dà fede delle "copie o esemplari inclusi stampati, autorizzate con la firma di notaio pubblico e referendario con sigillo di persona costituita in dignità ecclesiastica". Conclude incitando i vescovi all'esecuzione delle presenti lettere mettendo in questo impegno, zelo e alla carità a cui sono costretti.